# Bancroft (Idaho)
Bancroft és una població dels Estats Units a l'estat d'Idaho. Segons el cens del 2000 tenia 382 habitants.

## Demografia
Segons el cens del 2000, Bancroft tenia 382 habitants, 144 habitatges, i 103 famílies. La densitat de població era de 223,5 habitants per km².
Dels 144 habitatges en un 38,2% hi vivien nens de menys de 18 anys, en un 63,9% hi vivien parelles casades, en un 4,9% dones solteres, i en un 27,8% no eren unitats familiars. En el 27,1% dels habitatges hi vivien persones soles el 18,8% de les quals corresponia a persones de 65 anys o més que vivien soles. El nombre mitjà de persones vivint en cada habitatge era de 2,65 i el nombre mitjà de persones que vivien en cada família era de 3,27.
Per edats la població es repartia de la següent manera: un 30,4% tenia menys de 18 anys, un 6% entre 18 i 24, un 22% entre 25 i 44, un 25,4% de 45 a 60 i un 16,2% 65 anys o més.
L'edat mediana era de 38 anys. Per cada 100 dones de 18 o més anys hi havia 83,4 homes.
La renda mediana per habitatge era de 26.458 $ i la renda mediana per família de 43.125 $. Els homes tenien una renda mediana de 46.250 $ mentre que les dones 20.750 $. La renda per capita de la població era de 12.549 $. Aproximadament el 9,7% de les famílies i el 15,8% de la població estaven per davall del llindar de pobresa.

## Poblacions properes
El següent diagrama mostra les poblacions més properes.